# Heinz Flohe
Heinz Flohe (28. januar 1948 i Euskirchen, Tyskland – 15. juni 2013 i Euskirchen) var en tysk fodboldspiller, der som midtbanespiller på det vesttyske landshold var med til at vinde guld ved VM i 1974 på hjemmebane. Han deltog desuden ved EM i 1976, hvor tyskerne vandt sølv, samt ved VM i 1978.
På klubplan tilbragte Flohe, på nær en enkelt sæson hos 1860 München, hele sin professionelle karriere hos 1. FC Köln. Her var han med til at blive både tysk mester og pokalvinder.
Flohe døde i juni 2013 efter tre år i koma.